# 岸本行央
岸本 行央（きしもと ゆきお、1989年8月20日 - ）は、沖縄県浦添市出身のプロバスケットボール選手。ポジションはガード。アシストなど味方を活かすプレイが得意。

## 来歴
8歳の時、2人の兄の影響でバスケットボールを始める。浦添市立浦西中学校から興南高校に進学。3年生時の2007年インターハイでベスト8。国民体育大会で少年沖縄県チームのキャプテンを務めてベスト8。
2008年、明治大学に進学。2年生時の2009年に関東大学リーグ2部優勝と1部昇格に貢献。3年生時の2010年インカレで3位。
2012年に大学を卒業した後は琉球ゴールデンキングス練習生として練習を続けてbjリーグのトライアウトを受験。同年のbjリーグドラフト会議にて高松ファイブアローズより指名を受けて契約した。背番号は13。bjリーグ 2012-13シーズン開幕戦の大阪エヴェッサ戦でデビューし、同シーズンは41試合に出場した。bjリーグ 2013-14シーズンは、後半に腰の椎間板ヘルニアで戦線離脱したため30試合の出場に止まる。
同シーズン限りで引退した後は沖縄に戻り、バスケットボールアカデミーARKを起ち上げて代表として活動している。

## 経歴
- 興南高校 - 明治大学 - 沖縄練習生（2012年） - 高松（2012年〜2014年）